# James Tupper

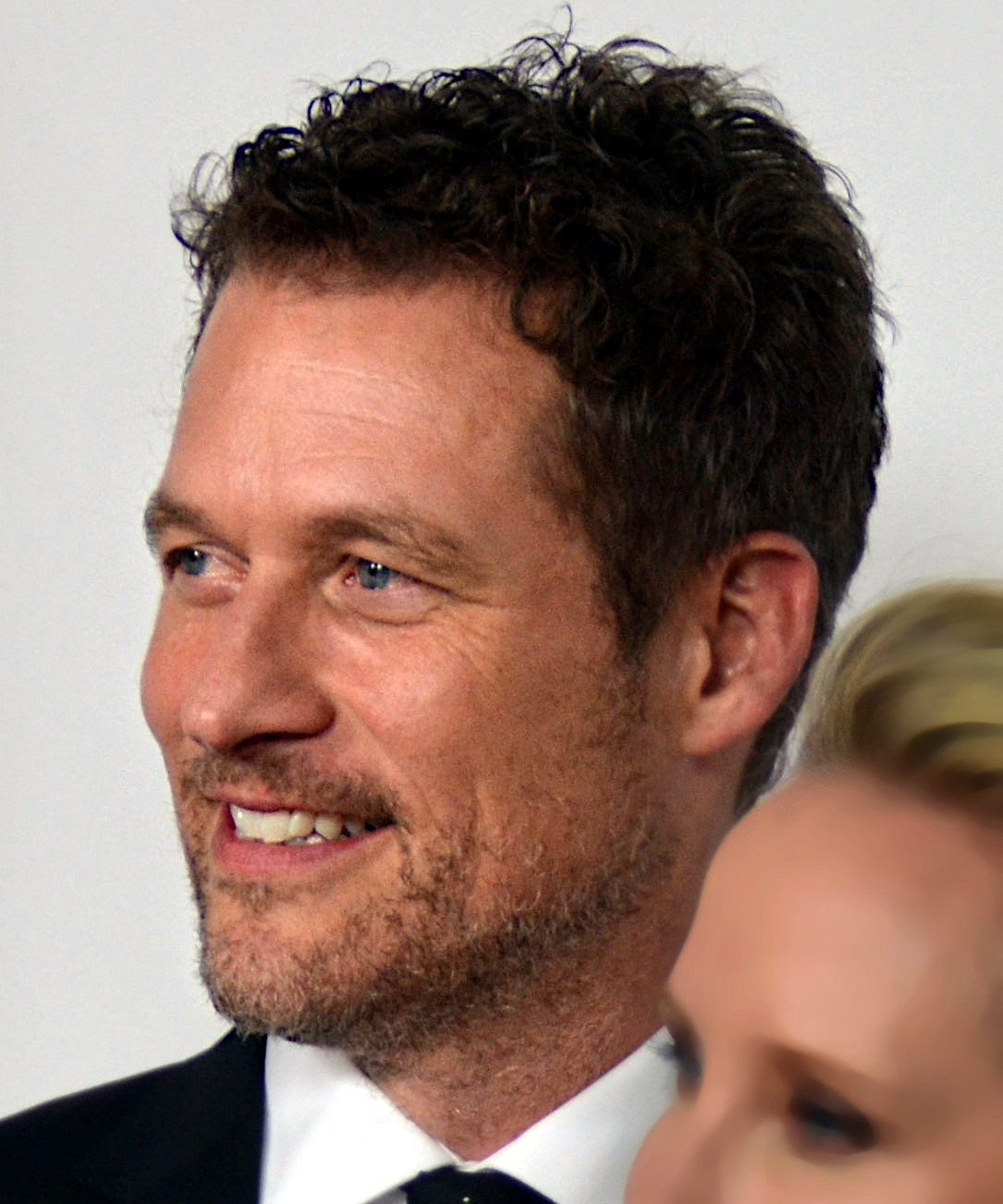
James Tupper (2014)

James Howard Tupper (* 4. August 1965 in Dartmouth, Nova Scotia) ist ein kanadischer Schauspieler.

## Leben
Tupper studierte Schauspiel an der Concordia University in Montréal und später an der Rutgers University im US-Bundesstaat New Jersey. Seine Schauspielkarriere startete Tupper Ende der 1990er Jahre mit Gastauftritten in US-amerikanischen Fernsehserien, ehe ihm 2006 eine tragende Nebenrolle in der US-amerikanischen Serie Men in Trees angeboten wurde. Ab 2011 spielte er den David Clark in der amerikanischen Serie Revenge.
Seit 2001 war er mit Katherine Mayfield verheiratet; das Paar trennte sich 2006. Von Herbst 2007 bis Anfang 2018 war Tupper mit seiner Schauspielkollegin Anne Heche, die er während der Dreharbeiten zu der Serie Men in Trees kennenlernte, liiert. Ihr gemeinsamer Sohn wurde im März 2009 geboren.

## Filmografie (Auswahl)
- 2001: Joe Dreck (Joe Dirt)
- 2001: Undercover (Corky Romano)
- 2005: Gilmore Girls (Fernsehserie, 2 Episoden)
- 2005: CSI: NY (Fernsehserie, Episode 2x05)
- 2005: How I Met Your Mother (Fernsehserie, Episode 1x11)
- 2006–2008: Men in Trees (Fernsehserie, 36 Episoden)
- 2008: Ich & Orson Welles (Me and Orson Welles)
- 2008: Toxic Skies
- 2008: Samantha Who? (Fernsehserie, 4 Episoden)
- 2009–2010: Mercy (Fernsehserie, 22 Episoden)
- 2010–2011: Grey’s Anatomy (Fernsehserie, 7 Episoden)
- 2011: Mr. Poppers Pinguine (Mr. Popper’s Penguins)
- 2011–2015: Revenge (Fernsehserie, 43 Episoden)
- 2012: Kiss the Coach (Playing for Keeps)
- 2013: Nothing Left to Fear – Das Tor zur Hölle (Nothing Left to Fear)
- 2014: Resurrection (Fernsehserie, 3 Episoden)
- 2016: Aftermath (Fernsehserie, 13 Episoden)
- 2017–2019: Big Little Lies (Fernsehserie, 14 Episoden)
- 2017–2019: Emma Fielding Mysteries (Miniserie, 3 Episoden)
- 2017: Zu guter Letzt (The Last Word)
- 2017: Totem
- 2018: The Brave (Fernsehserie, 2 Episoden)
- 2018: American Woman (Fernsehserie, 2 Episoden)
- 2018: No Apologies (Fernsehfilm)
- 2018–2019: A Million Little Things (Fernsehserie, 6 Episoden)
- 2019: Beneath Us
- 2019: The World Without You
- 2020: The Hardy Boys (Fernsehserie, 6 Episoden)
- 2021: My Christmas Family Tree (Fernsehfilm)
- 2022: The Requin – Der Hai (The Requin)
- 2023: Cold Copy